# Яганята
Яганята — деревня в Добрянском районе Пермского края. Входит в состав Сенькинского сельского поселения.

## Географическое положение
Деревня расположена в нижнем течении реки Тюлька, при впадении её в Камское водохранилище, к северо-западу от административного центра поселения, села Сенькино.

## Население
| 2010 |
| ---- |
| 3    |

## Улицы
- Полевая ул.

## Топографические карты
- Лист карты O-40-53 Доьрянка. Масштаб: 1 : 100 000. Издание 1977 г.